# آرتاز-پونو-نوترو-دام
آرتاز-پونو-نوترو-دام (به فرانسوی: Arthaz-Pont-Notre-Dame) یک کمون در فرانسه است که در Canton of Annemasse-Sud واقع شده‌است. آرتاز-پونو-نوترو-دام ۵٫۹۶ کیلومتر مربع مساحت دارد.